# Interkontinentalni kup (futsal)
Interkontinentalni kup je međunarodno natjecanje u futsalu za klubove koje se igra kao turnir. Organizira se od 1996. godine, a od 2004. godine ga organizira FIFA.

## Dosadašnja izdanja
| godina                      | mjesto održavanja | pobjednik                              | drugoplasirani                             |
| --------------------------- | ----------------- | -------------------------------------- | ------------------------------------------ |
| 1996.                       | Porto Alegre      | Inter/Ulbra (Porto Alegre)             | Barcelona                                  |
| 1997.                       | Moskva            | Dina (Moskva)                          | Ulbra (Canoas)                             |
| 1998.                       | Moskva            | Atlético Pax de Minas (Belo Horizonte) | Dina (Moskva)                              |
| 1999.                       | Moskva            | Ulbra (Canoas)                         | Dina (Moskva)                              |
| 2000.                       | Moskva            | Caja Segovia                           | Atlético Mineiro/Pax Minas (Belo Hoizonte) |
| 2001.                       | Moskva            | Ulbra (Canoas)                         | Dina (Moskva)                              |
|                             |                   |                                        |                                            |
| FIFA Interkontinentalni kup |                   |                                        |                                            |
| 2004.                       | Barcelona         | Carlos Barbosa                         | Playas de Castellón                        |
| 2005.                       | Puertollano       | Boomerang Interviú (Alcalá de Henares) | Malwee/Jaraguá (Jaraguá do Sul)            |
| 2006.                       | Brusque           | Boomerang Interviú (Alcalá de Henares) | Malwee/Jaraguá (Jaraguá do Sul)            |
| 2007.                       | Portimão          | Boomerang Interviú (Alcalá de Henares) | Malwee/Jaraguá (Jaraguá do Sul)            |
| 2008.                       | Granada           | Interviú Fadesa (Alcalá de Henares)    | Malwee/Jaraguá (Jaraguá do Sul)            |
| 2011.                       | Alcalá de Henares | Inter Movistar (Alcalá de Henares)     | Carlos Barbosa                             |
| 2012.                       | Carlos Barbosa    | Carlos Barbosa                         | Inter Movistar (Alcalá de Henares)         |
| 2013.                       | Greensboro        | Dinamo (Moskva)                        | Carlos Barbosa                             |
| 2014.                       | Almati            | AFC Kairat (Almati)                    | Dinamo (Moskva)                            |
| 2015.                       | Erechim           | Atlântico Erechim                      | AFC Kairat (Almati)                        |

## Poveznice
- rsssf.com, FIFA Interkontinentalni kup
- UEFA Futsal Cup
- Europski kup prvaka u futsalu